# Ferești (Fehér megye)
Ferești falu Romániában, Erdélyben, Fehér megyében. Közigazgatásilag Bucsony községhez tartozik.

## Fekvése
Bucsum-Cserbu közelében fekvő település.

## Története
Fereşti korábban Bucsum-Cserbu része volt, 1956 körül vált külön 98 lakossal. 1966-ban 61, 1977-ben 47, 1992-ben 45, 2002-ben pedig 37 román lakosa volt.